# Honda XL 750 Transalp
La Honda XL 750 Transalp è un motociclo prodotto dalla casa motociclistica giapponese Honda dal 2023.

## Descrizione e contesto
La moto è una cosiddetta "enduro da viaggio", dotata di un propulsore dalla cilindrata di 755 cm³ a due cilindri in linea frontemarcia. La moto riprende parte del nome dalla Honda Transalp, una enduro prodotta tra il 1987 e il 2013 con un motore V2 avente angolo tra le bancate di 52°, con il quale la XL 750 non condivide nulla.
Presentata all'EICMA 2022, il propulsore bicilindrico parallelo di nuova concezione denominato "Unicam" in comune con la CB 750 Hornet avente distribuzione SOHC a 8 valvole con un albero motore sfalsato di 270°, eroga una potenza massima di 68 kW (92 CV) a 9500 giri/min e una coppia massima di 75 Nm disponibile a 7250 giri/min. L'alesaggio è di 87 mm, mentre la corsa è di 63,5 mm e il rapporto di compressione è di 11,0:1. Come per il modello originale, la coppia motrice viene trasmessa all'albero primario del cambio tramite una frizione multidisco funzionante in bagno d'olio; la trasmissione ha sei marce.
Il telaio è un tubolare in acciaio coadiuva nella parte anteriore da una forcella telescopica con un'escursione della molla di 200 mm e un forcellone della ruota posteriore con 190 mm. L'altezza da terra è di 210 mm, il passo è di 1560 mm. Con 208 kg, il nuovo modello pesa poco più della vecchia generazione.

## Riconoscimenti
- Red Dot Design Award 2023[5]